# Диего Галдино
Диего Галдино (на италиански: Diego Galdino) е италиански бизнесмен и писател на произведения в жанра любовен роман.

## Биография и творчество
Диего Галдино е роден на 24 юли 1971 г. в Рим, Италия. След гимназията започва работа в семейния бар „Lino Bar“ в Рим като барист (барман). 
Първият му роман „Сутрешно кафе в Рим“ е издаден през 2013 г. Главният герой, Масимо, е над трийсетте и е собственик на малко кафене в сърцето на Рим, в което приготвя любимата напитка на клиентите си. Един ден в кафенето отива красивата Женевиев, в която той се влюбва и ще се опита да я привлече с точната рецепта кафе. Романът става бестселър и го прави известен.
Следват романите му „Брегът на костенурките“, „В любовта винаги става така“, „Вечерно кафе в Рим“, „Имението Боско Бианко“ и др.
Диего Галдино живее със семейството си в Рим.

## Произведения

### Самостоятелни романи
- Il viaggio delle fontanelle (2013)[1]
- Mi arrivi come da un sogno (2014)
Брегът на костенурките, изд.: ИК „Кръгозор“, София (2020), прев. Теодора Голиванова
- Vorrei che l’amore avesse i tuoi occhi (2015)
- Ti vedo per la prima volta (2017)
В любовта винаги става така, изд.: ИК „Кръгозор“, София (2019), прев. Теодора Голиванова
- Bosco Bianco (2019)
Имението Боско Бианко, изд.: ИК „Кръгозор“, София (2021), прев. Теодора Голиванова
- Una storia straordinaria (2020)
- Il canto della strega (2020) – с Алесандро Паладино
- Principessa Saranghae (2021)
- Storia di un ospite (2022)

### Серия „Кафе“ (Caffè)
1. Il primo caffè del mattino (2013)[1]
Сутрешно кафе в Рим, изд.: ИК „Кръгозор“, София (2017), прев. Теодора Голиванова
2. L’ultimo caffè della sera (2018)[3]
Вечерно кафе в Рим, изд.: ИК „Кръгозор“, София (2018), прев. Теодора Голиванова